# Lumbardhë
Lumbardhë – wieś położona w północnej części Albanii w gminie Qafë-Mali. Wieś znajduje się 83 kilometrów od stolicy państwa, Tirany.

## Demografia
Według spisu ludności z 1989 roku we wsi Lumbardhë mieszkało 610 mieszkańców.